# Trąbki Małe (województwo zachodniopomorskie)
Trąbki Małe – dawna osada w Polsce położona w województwie zachodniopomorskim, w powiecie stargardzkim, w gminie Marianowo.
Miejscowość wchodzi w skład sołectwa Trąbki, 3 km na północny zachód od Marianowa (siedziby gminy) i 16 km na północny wschód od Stargardu (siedziby powiatu).
W latach 1975–1998 miejscowość administracyjnie należała do województwa szczecińskiego.
Nazwę zniesiono z 2023 r.